# Сафа аль-Хашем
Сафа аль-Хашем (араб. صفاء الهاشم‎; род. 14 апреля 1964, Кувейт) — кувейтский политический деятель. Депутат Национального собрания с 2012 года по 2020 год. Единственная женщина в созыве Национального собрания 2016 года.

## Биография
Родилась 14 апреля 1964 года.
Изучала английскую литературу в Кувейтском университете. Получила степень магистра делового администрирования (MBA) в Университете штата Пенсильвания. Получила послевузовское образование в Гарвардской школе бизнеса. В 2011 году получила степень почётного доктора философии (PhD Honoris causa) в Американском университете технологии (AUT) в Библе в Ливане.
Прежде чем заняться политикой, работала на правительство в Министерстве высшего образования. Позже работала в различных частных компаниях, связанных с Petrochemicals Industries Company (PIC), Public Warehousing Co. (PWC) и KIPCO. Затем основала компанию Advantage Consulting в партнерстве с KIPCO и инвестиционным банком Gulf One Investment Bank со штаб-квартирой в Бахрейне.

## Политическая карьера
До мая 2005 года кувейтские женщины не имели права избирать и быть избранными. 16 мая 2005 года Национальное собрание предоставило женщинам право избирать и быть избранными в той степени, в которой это не противоречит шариату. По результатам всеобщих выборов 16 мая 2009 года были избраны в Национальное собрание четыре женщины — Асиль аль-Авади, Роля Дашти, Маасума аль-Мубарак и Сальва аль-Джассар.
По результатам досрочных выборов 2 февраля 2012 года Сафа аль-Хашем получила 5021 голос, но не была избрана депутатом Национального собрания. Она подала заявление о признании недействительным указа о роспуске Национального собрания Кувейта и указа о проведении выборов. 19 июня Конституционный суд Кувейта признал недействительными выборы, которые состоялись 2 февраля. Конституционный суд восстановил прежний распущенный состав парламента 2009 года в его правах. В ноябре она зарегистрировалась в отделе по выборам в качестве кандидата в третьем избирательном округе. По результатам выборов 1 декабря Сафа аль-Хашем получила 2622 голоса и была избрана депутатом Национального собрания 14-го созыва. Принесла присягу на первом заседании 16 декабря. Была докладчиком Комитета по экономическим и финансовым вопросам и членом Комитета Amiri address response committee и Комитета по иностранным делам. Переизбрана на выборах 27 июля 2013 года (2036 голосов) и 26 ноября 2016 года (3273 голоса). Единственная из 14 женщин, баллотировавшихся на выборах 2016 года, кто одержал победу. По результатам выборов 5 декабря 2020 года получила только 430 голосов и не была избрана.